# Siwe Sady

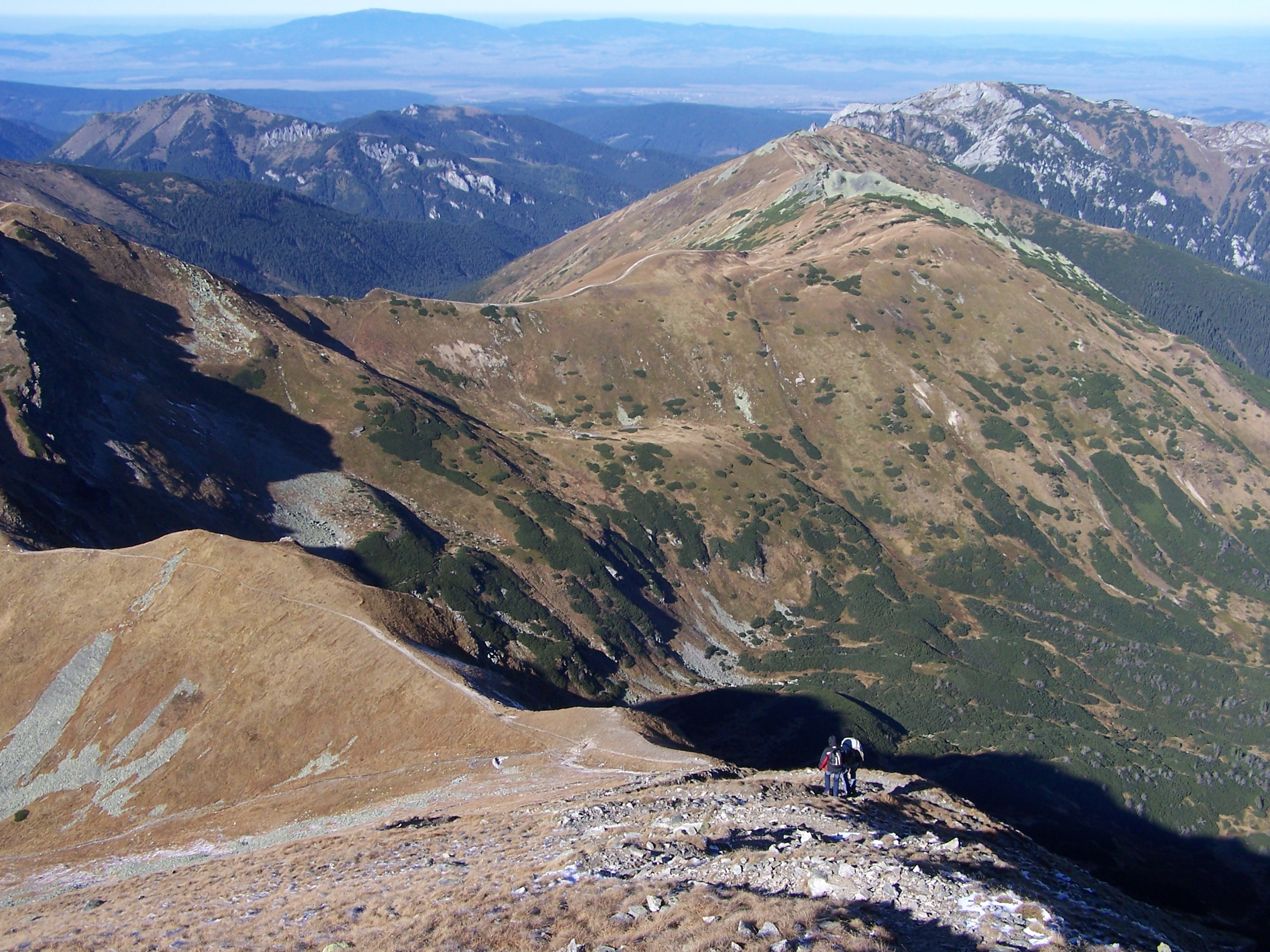
Widok z Błyszcza. W dole Siwe Sady i Ornak, w głębi po lewej stronie Bobrowiec, po prawej Kominiarski Wierch

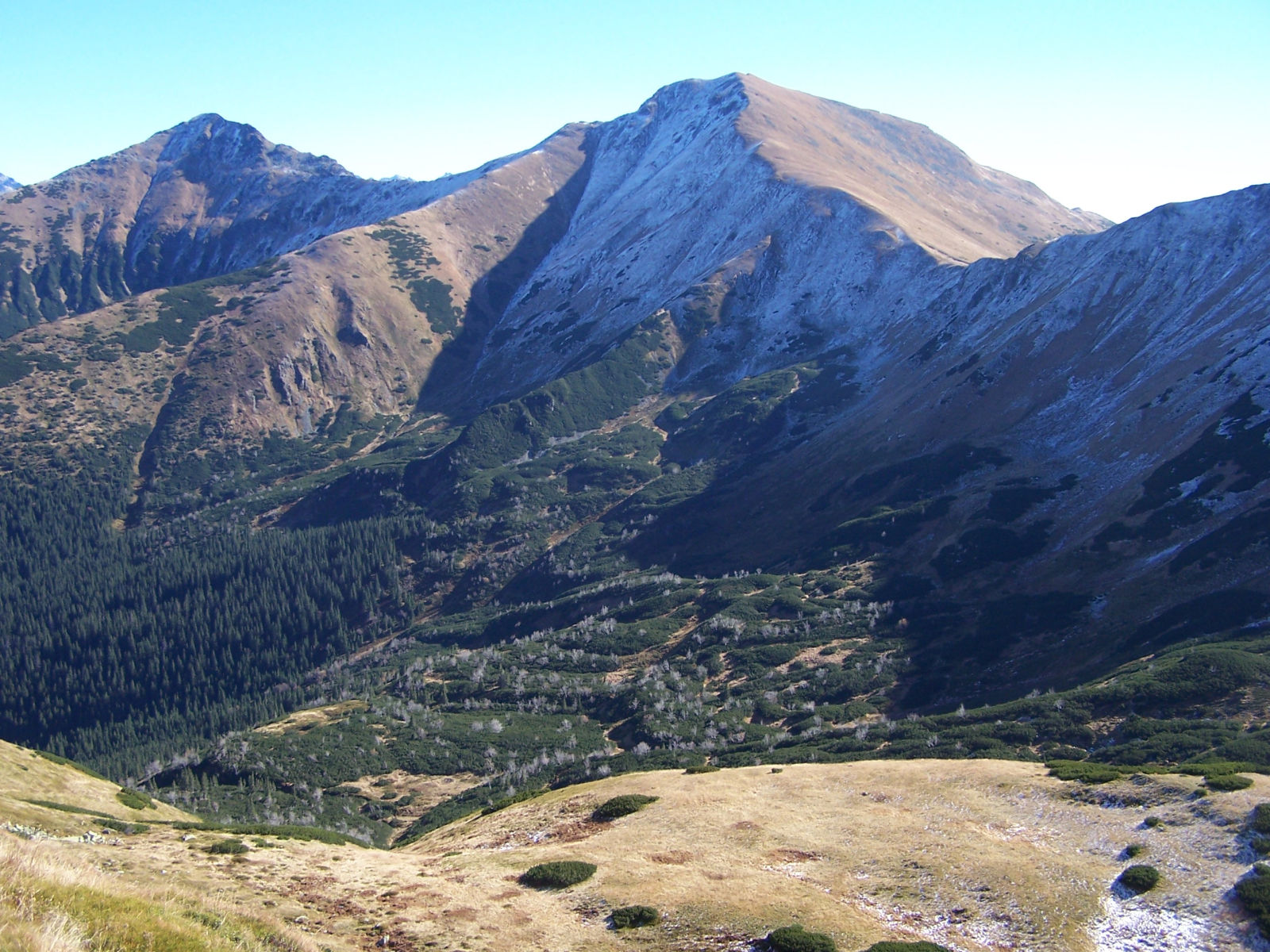
U góry od lewej strony: Smreczyński Wierch, Kamienista i Błyszcz

Siwe Sady – część Doliny Pyszniańskiej (górna część Doliny Kościeliskiej) w Tatrach Zachodnich. Nazwę utworzył Mariusz Zaruski w 1910 r. Miejsce to (ok. 1500–1750 m n.p.m.), obejmujące północne zbocza Liliowych Turni i część wschodnich zboczy Ornaku pod Siwą Przełęczą i Siwymi Turniami, znane jest głównie jako popularny teren zjazdowy narciarzy z I połowy XX w. W nieistniejącym już schronisku na Pysznej urządzano na pożegnanie sezonu narciarskiego imprezę, podczas której wręczano nagrody dla juniorów, pań i seniorów w slalomie odbywanym w Siwych Sadach.
Siwe Sady tworzą trzy tarasy jeden nad drugim. W najwyższym z tych tarasów, na wschodnich zboczach Ornaku znajduje się kocioł lodowcowy – Siwa Kotlinka z Siwymi Stawkami, na najniższym niewielki stawek – Kosowinowe Oczko. Wszystkie trzy piętra to dna kotłów lodowcowych kiedyś zalegających Dolinę Pyszniańską.
Na terenie tym od 1947 r. znajduje się obszar ochrony ścisłej „Pyszna, Tomanowa, Pisana”. Niewypasane hale zarastają lasem lub kosodrzewiną.